# Miersig
Miersig – wieś w Rumunii, w okręgu Bihor, w gminie Husasău de Tinca. W 2011 roku liczyła 428 mieszkańców.